# 6e étape du Tour d'Italie 2019
Pour un article plus général, voir Tour d'Italie 2019.
La 6e étape du Tour d'Italie 2019 se déroule le jeudi 16 mai 2019, entre Cassino et San Giovanni Rotondo, sur une distance de 233 km.

## Parcours
L’étape est très longue avec les 190 premiers kilomètres sur de longues routes larges, le parcours change ensuite du tout au tout : les routes se rétrécissent. L'ascension de Coppa Casarinelle suit des lacets à 5-6 % à 15 km de l'arrivée puis en descente jusqu'à 3 kilomètres de l’arrivée avant une nouvelle montée pour traverser la ville.

## Déroulement de la course
Le peloton de 169 coureurs s'élance à 11 h 23 avec une bataille pour l'échappée qui fait rage. Après une quinzaine de kilomètres, cinq coureurs réussissent à sortir mais d'autres coureurs essayent encore de les rejoindre. À noter l'abandon de Laurens ten Dam après quelques kilomètres de course. Des coureurs chutent dont Rafał Majka ou encore le maillot rose, Primož Roglič. Ce dernier réussit à reprendre sa place et l'échappée est reprise. D'autres essayent de repartir avec Andrey Amador, José Joaquín Rojas, Nans Peters, Fausto Masnada, Giovanni Carboni, Amaro Antunes, Pieter Serry, Valentin Madouas, Rubén Plaza, Nicola Bagioli, Sam Oomen, Nicola Conci et Valerio Conti. Ces hommes comptent 3 minutes d'avance à 160 kilomètres de l'arrivée. Lors du premier sprint intermédiaire, Rojas passe en tête et l'écart augmente jusqu'à 6 minutes 30. Conti est alors provisoirement maillot rose. Le peloton emmené par l'équipe Jumbo-Visma du maillot rose fait redescendre l'écart à 4 minutes 45 secondes avant que les échappés n'atteignent le bas du Coppa Casarinelle.
Dans la Coppa Casarinelle, le premier à l'attaque est Masnada suivi par Conti, les poursuivants comptent 25 secondes de retard et Rubén Plaza réagit avec José Joaquín Rojas et Giovanni Carboni. Masnada passe en tête au sommet devant Conti et les deux maintiennent 35 secondes sur le groupe de 3 coureurs. Conti récupère les bonifications du sprint intermédiaire et les deux hommes se disputent la victoire. Dans la dernière ligne droite, Conti ayant réalisé son objectif, laisse la victoire à Masnada qui remporte sa première victoire sur un grand tour. Le peloton n'entame pas la poursuite et ne fait que perdre du temps sur les échappés jusqu'au final, il arrive 7 minutes plus tard et Valerio Conti prend le maillot rose de leader. C'est le premier Italien en rose depuis 2016, alors porté par Vincenzo Nibali. Au classement général, Conti endosse le maillot rose, le second est Carboni avec 1 minutes 41 de retard et le troisième Nans Peters avec 2 minutes de retard. Roglic sort du classement des dix premiers au général avec 5 minutes 24 de retard.

## Résultats

### Classement de l'étape
| \| Classement de l'étape \| Classement de l'étape \| Classement de l'étape \| Classement de l'étape \| Classement de l'étape \| \| Coureur \| Coureur \| Pays \| Équipe \| Temps \| \| --------------------- \| --------------------- \| --------------------- \| --------------------------- \| --------------------- \| \| 1er \| Fausto Masnada \| Italie \| Androni Giocattoli-Sidermec \| 5 h 45 min 01 s \| \| 2e \| Valerio Conti \| Italie \| UAE Team Emirates \| + 5 s \| \| 3e \| José Joaquín Rojas \| Espagne \| Movistar Team \| + 38 s \| \| 4e \| Rubén Plaza \| Espagne \| Israel Cycling Academy \| + 38 s \| \| 5e \| Giovanni Carboni \| Italie \| Bardiani CSF \| + 43 s \| \| 6e \| Pieter Serry \| Belgique \| Deceuninck-Quick Step \| + 54 s \| \| 7e \| Valentin Madouas \| France \| Groupama-FDJ \| + 54 s \| \| 8e \| Nans Peters \| France \| AG2R La Mondiale \| + 57 s \| \| 9e \| Andrey Amador \| Costa Rica \| Movistar Team \| + 57 s \| \| 10e \| Amaro Antunes \| Portugal \| CCC Team \| + 57 s \| |                    |            |                             |                 |
| |                    |            |                             |                 |
| Source : ProCyclingStats |                    |            |                             |                 |
| Classement de l'étape |                    |            |                             |                 |
| Coureur | Coureur            | Pays       | Équipe                      | Temps           |
| 1er | Fausto Masnada     | Italie     | Androni Giocattoli-Sidermec | 5 h 45 min 01 s |
| 2e | Valerio Conti      | Italie     | UAE Team Emirates           | + 5 s           |
| 3e | José Joaquín Rojas | Espagne    | Movistar Team               | + 38 s          |
| 4e | Rubén Plaza        | Espagne    | Israel Cycling Academy      | + 38 s          |
| 5e | Giovanni Carboni   | Italie     | Bardiani CSF                | + 43 s          |
| 6e | Pieter Serry       | Belgique   | Deceuninck-Quick Step       | + 54 s          |
| 7e | Valentin Madouas   | France     | Groupama-FDJ                | + 54 s          |
| 8e | Nans Peters        | France     | AG2R La Mondiale            | + 57 s          |
| 9e | Andrey Amador      | Costa Rica | Movistar Team               | + 57 s          |
| 10e | Amaro Antunes      | Portugal   | CCC Team                    | + 57 s          |

## Classements à l'issue de l'étape

### Classement général
| \| Classement général \| Classement général \| Classement général \| Classement général \| Classement général \| \| Coureur \| Coureur \| Pays \| Équipe \| Temps \| \| ------------------ \| ------------------ \| ------------------ \| --------------------------- \| ------------------ \| \| 1er \| Valerio Conti \| Italie \| UAE Team Emirates \| 25 h 22 min 00 s \| \| 2e \| Giovanni Carboni \| Italie \| Bardiani CSF \| + 1 min 41 s \| \| 3e \| Nans Peters \| France \| AG2R La Mondiale \| + 2 min 09 s \| \| 4e \| José Joaquín Rojas \| Espagne \| Movistar Team \| + 2 min 12 s \| \| 5e \| Valentin Madouas \| France \| Groupama-FDJ \| + 2 min 19 s \| \| 6e \| Amaro Antunes \| Portugal \| CCC Team \| + 2 min 45 s \| \| 7e \| Fausto Masnada \| Italie \| Androni Giocattoli-Sidermec \| + 3 min 14 s \| \| 8e \| Pieter Serry \| Belgique \| Deceuninck-Quick Step \| + 3 min 25 s \| \| 9e \| Andrey Amador \| Costa Rica \| Movistar Team \| + 3 min 27 s \| \| 10e \| Sam Oomen \| Pays-Bas \| Team Sunweb \| + 4 min 57 s \| |                    |            |                             |                  |
| |                    |            |                             |                  |
| Source : ProCyclingStats |                    |            |                             |                  |
| Classement général |                    |            |                             |                  |
| Coureur | Coureur            | Pays       | Équipe                      | Temps            |
| 1er | Valerio Conti      | Italie     | UAE Team Emirates           | 25 h 22 min 00 s |
| 2e | Giovanni Carboni   | Italie     | Bardiani CSF                | + 1 min 41 s     |
| 3e | Nans Peters        | France     | AG2R La Mondiale            | + 2 min 09 s     |
| 4e | José Joaquín Rojas | Espagne    | Movistar Team               | + 2 min 12 s     |
| 5e | Valentin Madouas   | France     | Groupama-FDJ                | + 2 min 19 s     |
| 6e | Amaro Antunes      | Portugal   | CCC Team                    | + 2 min 45 s     |
| 7e | Fausto Masnada     | Italie     | Androni Giocattoli-Sidermec | + 3 min 14 s     |
| 8e | Pieter Serry       | Belgique   | Deceuninck-Quick Step       | + 3 min 25 s     |
| 9e | Andrey Amador      | Costa Rica | Movistar Team               | + 3 min 27 s     |
| 10e | Sam Oomen          | Pays-Bas   | Team Sunweb                 | + 4 min 57 s     |

| Classement par points | Classement par points | Classement par points | Classement par points       | Classement par points |
| Coureur               | Coureur               | Pays                  | Équipe                      | Points                |
| --------------------- | --------------------- | --------------------- | --------------------------- | --------------------- |
| 1er                   | Pascal Ackermann      | Allemagne             | Bora-Hansgrohe              | 121 pts               |
| 2e                    | Fernando Gaviria      | Colombie              | UAE Team Emirates           | 93 pts                |
| 3e                    | Arnaud Démare         | France                | Groupama-FDJ                | 86 pts                |
| 4e                    | Caleb Ewan            | Australie             | Lotto-Soudal                | 66 pts                |
| 5e                    | Richard Carapaz       | Équateur              | Movistar Team               | 50 pts                |
| 6e                    | Matteo Moschetti      | Italie                | Trek-Segafredo              | 32 pts                |
| 7e                    | Valerio Conti         | Italie                | UAE Team Emirates           | 29 pts                |
| 8e                    | Primož Roglič         | Slovénie              | Team Jumbo-Visma            | 27 pts                |
| 9e                    | Fausto Masnada        | Italie                | Androni Giocattoli-Sidermec | 25 pts                |
| 10e                   | Diego Ulissi          | Italie                | UAE Team Emirates           | 25 pts                |

| Classement par points | Classement par points | Classement par points | Classement par points       | Classement par points |
| Coureur               | Coureur               | Pays                  | Équipe                      | Points                |
| --------------------- | --------------------- | --------------------- | --------------------------- | --------------------- |
| 1er                   | Pascal Ackermann      | Allemagne             | Bora-Hansgrohe              | 121 pts               |
| 2e                    | Fernando Gaviria      | Colombie              | UAE Team Emirates           | 93 pts                |
| 3e                    | Arnaud Démare         | France                | Groupama-FDJ                | 86 pts                |
| 4e                    | Caleb Ewan            | Australie             | Lotto-Soudal                | 66 pts                |
| 5e                    | Richard Carapaz       | Équateur              | Movistar Team               | 50 pts                |
| 6e                    | Matteo Moschetti      | Italie                | Trek-Segafredo              | 32 pts                |
| 7e                    | Valerio Conti         | Italie                | UAE Team Emirates           | 29 pts                |
| 8e                    | Primož Roglič         | Slovénie              | Team Jumbo-Visma            | 27 pts                |
| 9e                    | Fausto Masnada        | Italie                | Androni Giocattoli-Sidermec | 25 pts                |
| 10e                   | Diego Ulissi          | Italie                | UAE Team Emirates           | 25 pts                |

| Classement de la montagne | Classement de la montagne | Classement de la montagne | Classement de la montagne   | Classement de la montagne |
| Coureur                   | Coureur                   | Pays                      | Équipe                      | Points                    |
| ------------------------- | ------------------------- | ------------------------- | --------------------------- | ------------------------- |
| 1er                       | Giulio Ciccone            | Italie                    | Trek-Segafredo              | 24 pts                    |
| 2e                        | Fausto Masnada            | Italie                    | Androni Giocattoli-Sidermec | 18 pts                    |
| 3e                        | Valerio Conti             | Italie                    | UAE Team Emirates           | 8 pts                     |
| 4e                        | Giovanni Carboni          | Italie                    | Bardiani CSF                | 6 pts                     |
| 5e                        | François Bidard           | France                    | AG2R La Mondiale            | 6 pts                     |
| 6e                        | Marco Frapporti           | Italie                    | Androni Giocattoli-Sidermec | 4 pts                     |
| 7e                        | Primož Roglič             | Slovénie                  | Team Jumbo-Visma            | 4 pts                     |
| 8e                        | Rubén Plaza               | Espagne                   | Israel Cycling Academy      | 4 pts                     |
| 9e                        | Louis Vervaeke            | Belgique                  | Team Sunweb                 | 3 pts                     |
| 10e                       | Łukasz Owsian             | Pologne                   | CCC Team                    | 3 pts                     |

| Classement de la montagne | Classement de la montagne | Classement de la montagne | Classement de la montagne   | Classement de la montagne |
| Coureur                   | Coureur                   | Pays                      | Équipe                      | Points                    |
| ------------------------- | ------------------------- | ------------------------- | --------------------------- | ------------------------- |
| 1er                       | Giulio Ciccone            | Italie                    | Trek-Segafredo              | 24 pts                    |
| 2e                        | Fausto Masnada            | Italie                    | Androni Giocattoli-Sidermec | 18 pts                    |
| 3e                        | Valerio Conti             | Italie                    | UAE Team Emirates           | 8 pts                     |
| 4e                        | Giovanni Carboni          | Italie                    | Bardiani CSF                | 6 pts                     |
| 5e                        | François Bidard           | France                    | AG2R La Mondiale            | 6 pts                     |
| 6e                        | Marco Frapporti           | Italie                    | Androni Giocattoli-Sidermec | 4 pts                     |
| 7e                        | Primož Roglič             | Slovénie                  | Team Jumbo-Visma            | 4 pts                     |
| 8e                        | Rubén Plaza               | Espagne                   | Israel Cycling Academy      | 4 pts                     |
| 9e                        | Louis Vervaeke            | Belgique                  | Team Sunweb                 | 3 pts                     |
| 10e                       | Łukasz Owsian             | Pologne                   | CCC Team                    | 3 pts                     |

| Classement du meilleur jeune | Classement du meilleur jeune | Classement du meilleur jeune | Classement du meilleur jeune | Classement du meilleur jeune |
| Coureur                      | Coureur                      | Pays                         | Équipe                       | Temps                        |
| ---------------------------- | ---------------------------- | ---------------------------- | ---------------------------- | ---------------------------- |
| 1er                          | Giovanni Carboni             | Italie                       | Bardiani CSF                 | 25 h 23 min 41 s             |
| 2e                           | Nans Peters                  | France                       | AG2R La Mondiale             | + 28 s                       |
| 3e                           | Valentin Madouas             | France                       | Groupama-FDJ                 | + 38 s                       |
| 4e                           | Sam Oomen                    | Pays-Bas                     | Team Sunweb                  | + 3 min 16 s                 |
| 5e                           | Nicola Conci                 | Italie                       | Trek-Segafredo               | + 4 min 08 s                 |
| 6e                           | Miguel Ángel López           | Colombie                     | Astana                       | + 4 min 27 s                 |
| 7e                           | Hugh Carthy                  | Royaume-Uni                  | EF Education First           | + 4 min 59 s                 |
| 8e                           | Pavel Sivakov                | Russie                       | Team Ineos                   | + 5 min 07 s                 |
| 9e                           | Tao Geoghegan Hart           | Royaume-Uni                  | Team Ineos                   | + 6 min 02 s                 |
| 10e                          | Ben O'Connor                 | Australie                    | Dimension Data               | + 6 min 42 s                 |

| Classement du meilleur jeune | Classement du meilleur jeune | Classement du meilleur jeune | Classement du meilleur jeune | Classement du meilleur jeune |
| Coureur                      | Coureur                      | Pays                         | Équipe                       | Temps                        |
| ---------------------------- | ---------------------------- | ---------------------------- | ---------------------------- | ---------------------------- |
| 1er                          | Giovanni Carboni             | Italie                       | Bardiani CSF                 | 25 h 23 min 41 s             |
| 2e                           | Nans Peters                  | France                       | AG2R La Mondiale             | + 28 s                       |
| 3e                           | Valentin Madouas             | France                       | Groupama-FDJ                 | + 38 s                       |
| 4e                           | Sam Oomen                    | Pays-Bas                     | Team Sunweb                  | + 3 min 16 s                 |
| 5e                           | Nicola Conci                 | Italie                       | Trek-Segafredo               | + 4 min 08 s                 |
| 6e                           | Miguel Ángel López           | Colombie                     | Astana                       | + 4 min 27 s                 |
| 7e                           | Hugh Carthy                  | Royaume-Uni                  | EF Education First           | + 4 min 59 s                 |
| 8e                           | Pavel Sivakov                | Russie                       | Team Ineos                   | + 5 min 07 s                 |
| 9e                           | Tao Geoghegan Hart           | Royaume-Uni                  | Team Ineos                   | + 6 min 02 s                 |
| 10e                          | Ben O'Connor                 | Australie                    | Dimension Data               | + 6 min 42 s                 |

| Classement par équipes | Classement par équipes      | Classement par équipes | Classement par équipes |
| Équipe                 | Équipe                      | Pays                   | Temps                  |
| ---------------------- | --------------------------- | ---------------------- | ---------------------- |
| 1re                    | Movistar Team               | Espagne                | 76 h 14 min 55 s       |
| 2e                     | UAE Team Emirates           | Émirats arabes unis    | + 3 min 33 s           |
| 3e                     | Deceuninck-Quick Step       | Belgique               | + 5 min 12 s           |
| 4e                     | Androni Giocattoli-Sidermec | Italie                 | + 6 min 44 s           |
| 5e                     | AG2R La Mondiale            | France                 | + 7 min 02 s           |
| 6e                     | Trek-Segafredo              | États-Unis             | + 10 min 08 s          |
| 7e                     | Bora-hansgrohe              | Allemagne              | + 10 min 11 s          |
| 8e                     | CCC Team                    | Pologne                | + 10 min 14 s          |
| 9e                     | Mitchelton-Scott            | Australie              | + 10 min 40 s          |
| 10e                    | Astana                      | Kazakhstan             | + 10 min 58 s          |

| Classement par équipes | Classement par équipes      | Classement par équipes | Classement par équipes |
| Équipe                 | Équipe                      | Pays                   | Temps                  |
| ---------------------- | --------------------------- | ---------------------- | ---------------------- |
| 1re                    | Movistar Team               | Espagne                | 76 h 14 min 55 s       |
| 2e                     | UAE Team Emirates           | Émirats arabes unis    | + 3 min 33 s           |
| 3e                     | Deceuninck-Quick Step       | Belgique               | + 5 min 12 s           |
| 4e                     | Androni Giocattoli-Sidermec | Italie                 | + 6 min 44 s           |
| 5e                     | AG2R La Mondiale            | France                 | + 7 min 02 s           |
| 6e                     | Trek-Segafredo              | États-Unis             | + 10 min 08 s          |
| 7e                     | Bora-hansgrohe              | Allemagne              | + 10 min 11 s          |
| 8e                     | CCC Team                    | Pologne                | + 10 min 14 s          |
| 9e                     | Mitchelton-Scott            | Australie              | + 10 min 40 s          |
| 10e                    | Astana                      | Kazakhstan             | + 10 min 58 s          |

## Abandons
- Robert Power (Sunweb) : abandon
- Laurens ten Dam (CCC Team) : abandon